# Мехнецов, Василий Алексеевич
Василий Алексеевич Мехнецов (1910—1974) — советский театральный актёр и режиссёр. Лауреат Сталинской премии II степени (1951)

## Биография
В 1928 окончил школу второй ступени в г. Петрозаводске.
С 1928 по 1931 гг. Работал токарем на Онежском заводе.
В 1935 г. окончил режиссёрское отделение Ленинградского техникума сценических искусств.
С 1935 по 1937 гг. — преподаватель истории театра в центральном театральном училище г. Ленинграда.
С 1934 г. работал режиссёром Ленинградского Малого оперного театра.
С 1938 г. — художественный руководитель и режиссёр театра Северного флота.
Участвовал в Великой Отечественной войне, интендант 3 ранга, капитан административной службы. Во время боевых действий объездил с театром все боевые точки, во время боев на Печенгском направлении принимал активное участие в обеспечении бойцов и офицеров спектаклями и концертами
С 1946 г. — режиссёр, секретарь партийной организации Ленинградского академического театра драмы имени А. С. Пушкина.
С 1951 гг. — директор, режиссёр и артист Ленинградского государственного Большого драматического театра имени М. Горького, в 1952—1953 гг. — начальник Управления по делам искусств исполкома ленинградского городского совета.
В 1957—1959 гг. работал режиссёром Ленинградского областного Малого драматического театра, в 1959—1963 гг. — режиссёр Ленинградского областного театра драмы и комедии.
С 1964 по 1974 гг. — артист «Ленконцерта».
В 1952−1956 гг. избирался депутатом Ленинградского городского совета.

## Награды
- Сталинская премия II степени (1951, за постановку спектакля «Незабываемый 1919-й» в Ленинградском академическом театре драмы имени А. С. Пушкина).
- Орден Красной Звезды (30.05.1945)
- Медаль «За боевые заслуги» (4.05.1943)
- Медаль «За оборону Советского Заполярья» (1945),
- Медаль «За победу над Германией в Великой Отечественной войне» (1945).

## Известные работы
- «Последние»
- «Фронт»
- «Незабываемый 1919-й» (1950), режиссёр
- «Свои люди — сочтемся» (1959)
- «Сержант милиции» (1960), режиссёр
- «Ах, эти дети»

## Фильмография
- На острое Дальнем, Сергей Иванович Миронов, председатель комиссии (1957)